# Uwaldo Pérez
Uwaldo Mohamed Pérez Morrison (Puerto Barrios, 25 ottobre 1979) è un ex calciatore guatemalteco, di ruolo centrocampista.

## Caratteristiche tecniche
Mediano, poteva essere impiegato anche come terzino destro.

## Carriera

### Nazionale
Ha debuttato in Nazionale il 26 gennaio 2000, nell'amichevole Guatemala-Panama (1-1). Ha messo a segno la sua prima rete con la maglia della Nazionale il 24 marzo 2001, nell'amichevole Trinidad e Tobago-Guatemala (3-1), siglando la rete del momentaneo 0-1 al 4º minuto di gioco. Ha partecipato, con la Nazionale, alla CONCACAF Gold Cup 2002. Ha collezionato in totale, con la maglia della Nazionale, 19 presenze e una rete.

## Palmarès

### Club

#### Competizioni nazionali
- Campionato guatemalteco di calcio: 3

CSD Municipal: 2000-2001 (Apertura), 2001-2002 (Reordenamiento), 2001-2002 (Clausura)
- Coppa del Guatemala: 1

CSD Municipal: 2002-2003